# Campylopus longicellularis
Campylopus longicellularis là một loài rêu trong họ Dicranaceae. Loài này được J.-P. Frahm mô tả khoa học đầu tiên năm 1986.